# Édouard Philippe
Pour les articles homonymes, voir Philippe.
Édouard Philippe (/e.dwaʁ fi.lip/ ), né le 28 novembre 1970 à Rouen (Seine-Maritime), est un haut fonctionnaire et homme d'État français. Il est notamment Premier ministre du 15 mai 2017 au 3 juillet 2020.
Diplômé de Sciences Po et de l’ENA, membre du Conseil d'État, il milite dans les années 1990 au Parti socialiste, où il soutient Michel Rocard, avant de se tourner vers la droite. Il participe en 2002 à la création de l'UMP au côté d’Alain Juppé. Après avoir été brièvement membre du cabinet de ce dernier au ministère de l'Écologie en 2007, il rejoint l'entreprise Areva.
Il est élu conseiller général de la Seine-Maritime en 2008, maire du Havre et président de la communauté de l'agglomération havraise en 2010, puis député en 2012. Porte-parole d'Alain Juppé lors de la primaire de la droite et du centre de 2016, il soutient ensuite François Fillon, mais se met en retrait de la campagne présidentielle lorsque celui-ci est accusé d'emplois fictifs.
En 2017, le nouveau président de la République, Emmanuel Macron, le désigne pour diriger un premier gouvernement, puis un second à la suite des élections législatives. À Matignon, Édouard Philippe est notamment confronté au mouvement des Gilets jaunes, porte un projet contesté et inachevé de réforme des retraites, et gère les débuts de la pandémie de Covid-19.
Après les élections municipales de 2020, il quitte la tête du gouvernement et retrouve le mandat de maire du Havre. Dans la foulée, il est nommé administrateur du groupe Atos. En 2021, il crée et prend la présidence du parti Horizons, qui représente l'aile droite de la majorité présidentielle. Trois ans plus tard, il annonce sa candidature à l'élection présidentielle de 2027.

## Situation personnelle

### Famille et formation
Édouard Philippe naît le 28 novembre 1970 à Rouen d'un couple d'enseignants de français, et grandit dans la banlieue de sa ville natale. Il a une sœur, également professeur de français,. Il indique avoir un arrière-grand-père docker membre de la CGT au Havre,. Cet arrière-grand-père aurait été parmi les premiers membres du Parti communiste,.
Élève à l'école Michelet à Rouen, puis au collège Jean-Texcier au Grand-Quevilly et au lycée des Bruyères à Sotteville-lès-Rouen, il passe son baccalauréat en 1988 à Bonn, où son père est alors proviseur du lycée français. Passant par une hypokhâgne B/L au lycée Janson-de-Sailly à Paris, il est ensuite diplômé de l'Institut d'études politiques de Paris (section Service public, promotion 1992) et de l'École nationale d'administration (promotion Marc-Bloch, 1995-1997) où il entre après avoir effectué son service militaire comme officier d'artillerie, avec le grade d'aspirant, au 11e régiment d'artillerie de marine au camp de la Lande d'Ouée (1994),.
Édouard Philippe est marié à Édith Chabre, diplômée de l'ESLSCA et de l'université Lille 2, qui a occupé le poste de directrice exécutive de l'école de droit de l'Institut d'études politiques de Paris,,. Le couple a trois enfants : Anatole, Léonard et Sarah.

### Vie privée
Alors qu'il est Premier ministre, il annonce être atteint d’un vitiligo, une maladie de peau responsable chez lui d’un blanchissement de sa pilosité. Après son passage à Matignon, il annonce souffrir d'une deuxième maladie auto-immune, une alopécie, qui provoque la chute de ses cheveux, de ses sourcils et de sa barbe,. 
Il pratique la boxe anglaise de façon régulière,.

### Carrière professionnelle
À la sortie de l'ENA, en 1997, Édouard Philippe intègre la fonction publique et est nommé au Conseil d'État, où il se spécialise dans le droit des marchés publics.
En 2004, il devient avocat au sein du cabinet Debevoise & Plimpton (en). Édouard Philippe rejoint ensuite en 2007 la multinationale française Areva en tant que directeur des affaires publiques (2007-2010). Selon l'Observatoire du nucléaire, « son activité principale est alors de s’assurer de la collaboration de parlementaires acquis au lobby de l’atome ».
De 2011 à 2012, il est avocat. Ces activités professionnelles sont, parfois, concomitantes avec des mandats publics, de 2001 à 2012, date de son omission du barreau.
Il est membre de la promotion 2011 du programme « Young Leaders » de la French-American Foundation. Il suit le programme « Young Leaders » (promotion 2013) de la France China Foundation. Emmanuel Macron participe également au programme cette année-là.
Après son départ de Matignon, Édouard Philippe intègre le conseil d’administration d’Atos, entreprise de services du numérique française, en octobre 2020. Alors qu’il a obtenu l’avis favorable de la Haute Autorité pour la transparence de la vie publique (HATVP), il déclare : « Atos a des compétences clefs pour notre pays, au cœur des enjeux numériques et d'indépendance technologique. Je suis très heureux de pouvoir apporter à l'entreprise et à son conseil d'administration mon expérience »,. Il voit sa nomination approuvée à 99,88 % par les actionnaires d’Atos (dont Siemens Pension-Trust e.V. et BlackRock, Inc.).

## Parcours politique

### Militant rocardien
Durant ses études à Sciences Po, il milite deux ans au sein des clubs rocardiens (Opinions) et au Parti socialiste pour soutenir Michel Rocard, avant de rendre sa carte et de se rapprocher de la droite.

### Implantation en Seine-Maritime
En 2001, il rejoint l'équipe municipale d'Antoine Rufenacht, maire (RPR) du Havre, dont il devient l'adjoint chargé des affaires juridiques.
Candidat aux élections législatives de 2002 dans la 8e circonscription de la Seine-Maritime, il est battu au second tour par Daniel Paul (PCF), recueillant 42,5 % des voix. Cette même année, Alain Juppé lui propose de participer à la fondation de l'UMP, parti qui vise à rassembler toutes les formations politiques de la droite et du centre dans un grand mouvement populaire. Il y occupe les fonctions de Directeur général des services jusqu'à la démission d'Alain Juppé en 2004.
Il exerce le mandat de conseiller régional de la Haute-Normandie de 2004 à 2008.
Du 18 mai au 18 juin 2007, il est membre du cabinet d'Alain Juppé au ministère de l'Écologie, du Développement et de l'Aménagement durables, lequel ne conserve pas son ministère dans le gouvernement Fillon après sa défaite à Bordeaux lors des élections législatives.

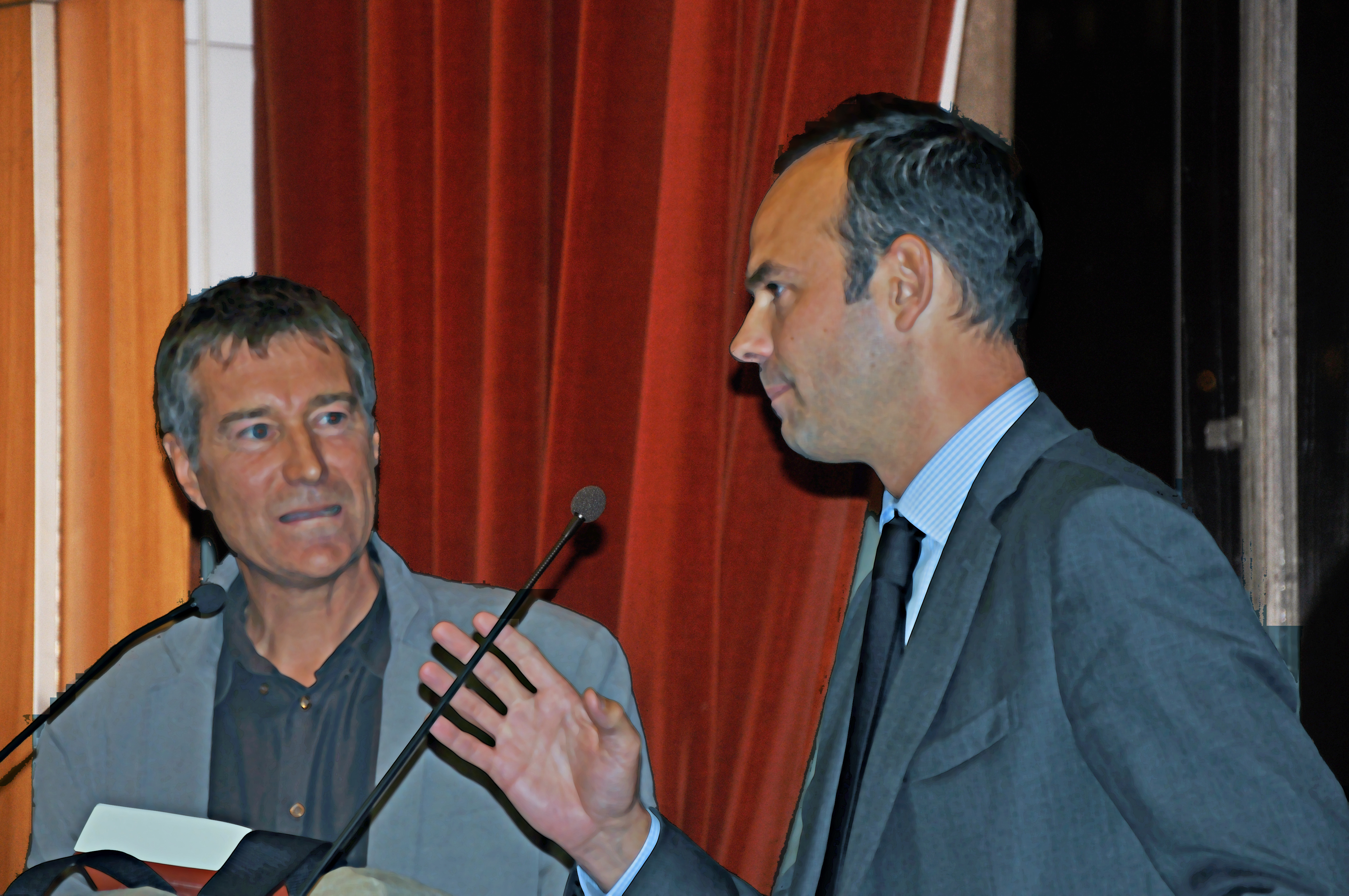
Édouard Philippe, maire du Havre, remettant le prix littéraire Océanes à Olivier Merle, en 2011.

Édouard Philippe est élu conseiller général de la Seine-Maritime dans le canton du Havre-5 en 2008. Il est aussi nommé adjoint au maire, chargé du développement économique et portuaire, de l'emploi, de la formation, de l'enseignement supérieur et des relations internationales ; en 2009, il devient adjoint au maire chargé de l'urbanisme, de l'habitat, du Grand Paris et du développement portuaire.
Conjointement à ces mandats électifs, il est chargé de la défense des intérêts d'Areva jusqu'en 2010.

### Premier mandat de maire du Havre
Le 24 octobre 2010, le conseil municipal l'élit maire du Havre pour succéder à Antoine Rufenacht, démissionnaire, dont Édouard Philippe reste proche jusqu'à son décès. Il devient président de la communauté de l'agglomération havraise le 18 décembre suivant. Lors de son mandat, sa mairie fait jeter, en décembre 2012, 8 500 portions de mousse au chocolat destinées aux cantines scolaires en raison de la présence de gélatine de porc, interdite à la consommation par plusieurs religions.
Il est le suppléant de Jean-Yves Besselat, député de la 7e circonscription de la Seine-Maritime (Le Havre ouest), à partir de 2007. Il devient député après le décès de celui-ci, le 23 mars 2012, mais ne siège pas, l'Assemblée nationale ayant suspendu ses travaux pendant la campagne de l'élection présidentielle. Il est élu lors des élections législatives qui suivent, mais compte parmi les députés les moins actifs de la XIVe législature,,.

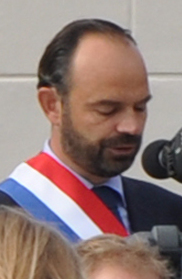
Édouard Philippe en 2014.

Après s'être opposé aux lois sur la transparence de la vie publique adoptées en réaction à l'affaire Cahuzac, il se retrouve, en 2014, « parmi les 23 députés ou sénateurs (sur 1 048) dont la déclaration de patrimoine est assortie d'une « appréciation » de la HATVP », une mention réservée aux « manquements d'une certaine gravité ». Dans sa déclaration, Édouard Philippe avait écrit « aucune idée » dans la rubrique consacrée à la valeur de ses biens immobiliers et avait refusé de donner le montant de ses rémunérations d'avocat et chez Areva. En réponse, Édouard Philippe insiste sur l'absence d'infraction en déclarant : « Comme beaucoup de parlementaires sans doute, j'ai essayé de concilier le respect de la loi et une forme de mauvaise humeur ». Sa déclaration de patrimoine est ensuite actualisée,.

### Second mandat de maire du Havre
Le 23 mars 2014, la liste qu'il mène aux élections municipales est élue dès le premier tour, avec 52 % des suffrages exprimés, ce qui lui permet d'être réélu par le nouveau conseil municipal le 29 mars suivant,. Il est également réélu à la tête de la communauté de l'agglomération havraise ce 29 mars. Il est aussi élu président de l'agence d'urbanisme de la région du Havre et de l'estuaire de la Seine le 5 juin 2014. Un rapport de la chambre régionale des comptes de Normandie publié en 2018 indique que l'endettement de la ville du Havre s'est fortement accentué entre 2012 et 2017, alors qu'Édouard Philippe en était le maire.
En juin 2016, il participe à la réunion du groupe Bilderberg,.
Il est, avec Benoist Apparu, porte-parole d'Alain Juppé lors de la candidature de celui-ci à la primaire présidentielle Les Républicains de 2016. Le 2 mars 2017, dans le cadre de l'affaire Fillon, il quitte l'équipe de campagne de François Fillon à l'élection présidentielle, et tient une chronique de la campagne dans Libération,.
Un rapport de la chambre régionale des comptes de Normandie note que l’endettement du Havre s'est fortement accentué entre 2012 et 2017, alors qu’Édouard Philippe en était le maire. La chambre souligne que les finances de la ville sont « proches du seuil d'alerte » et pointe une « gestion douteuse » de certains services publics.

### Premier ministre

#### Nomination et débuts

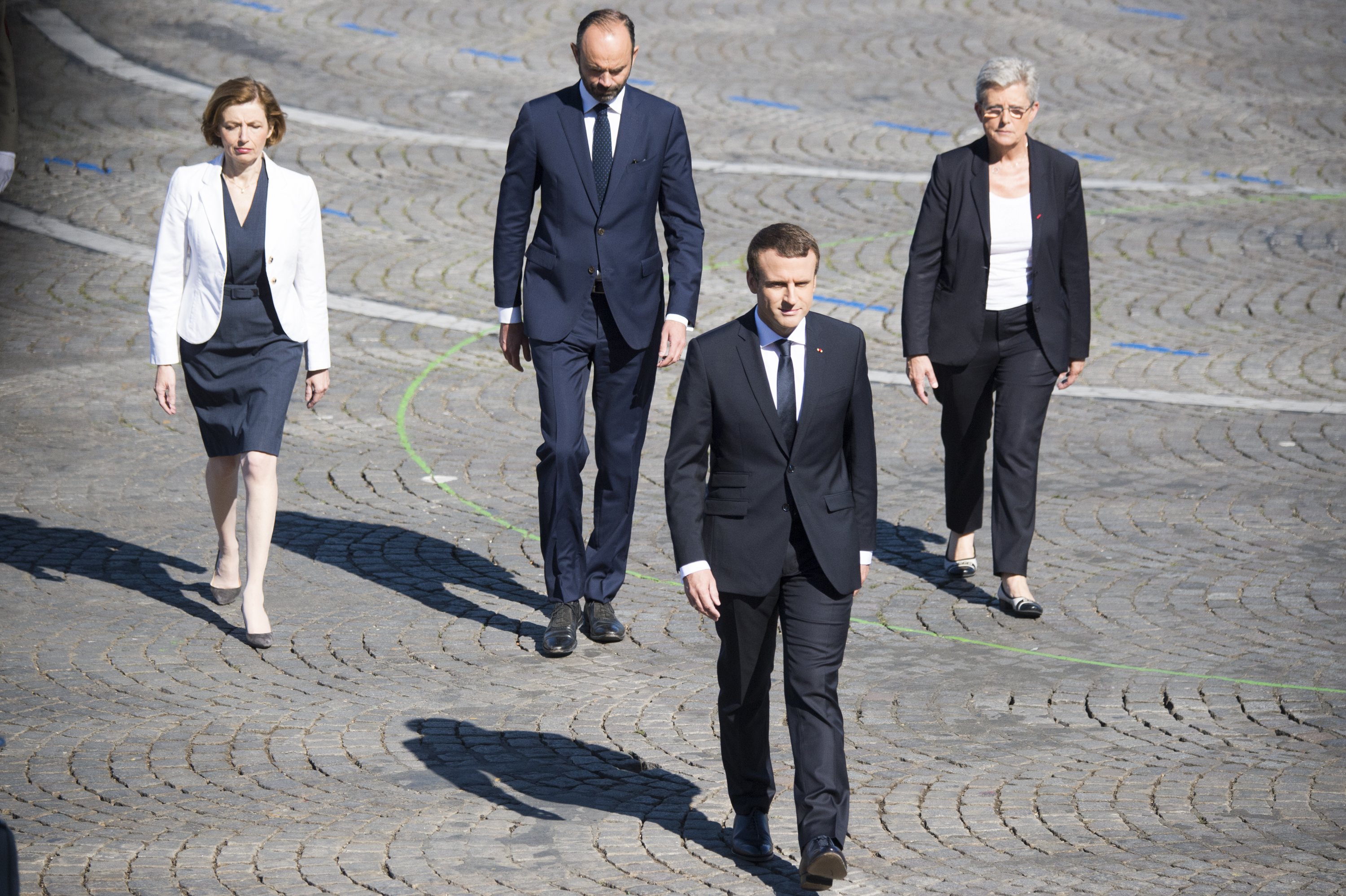
Emmanuel Macron, Édouard Philippe, Florence Parly et Geneviève Darrieussecq le 14 juillet 2017.

Le 15 mai 2017, au lendemain de l'investiture d'Emmanuel Macron, il est nommé Premier ministre par le nouveau président de la République,. Il devient le troisième plus jeune Premier ministre de la Ve République, derrière Jacques Chirac et Laurent Fabius. Édouard Philippe avait pourtant plusieurs fois critiqué Emmanuel Macron par le passé, raillant en 2014 un « ancien banquier de chez Rothschild » et mettant en 2016 en parallèle « le Macron des actes » avec « le Macron des discours », ou encore dénonçant début 2017 le fait que « Macron n'assume rien mais promet tout » et qu'il ait « le cynisme d'un vieux routier »,. Sous la Ve République, hors période de cohabitation, c'est la première fois qu'un Premier ministre conduit une politique qu'il n'a pas soutenue pendant la campagne présidentielle et qu'il n'est pas issu d'un mouvement politique soutenant officiellement le chef de l'État.

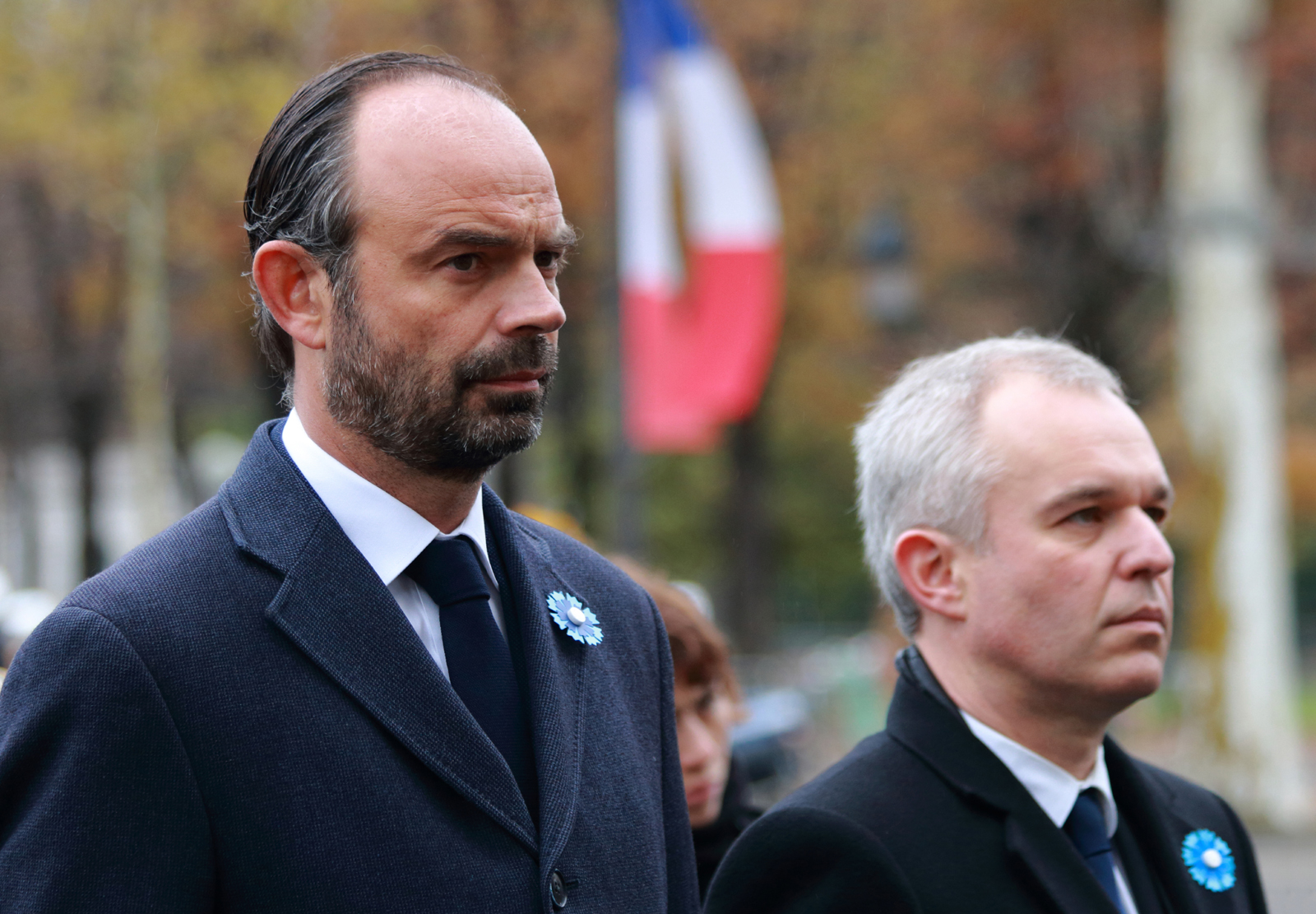
Édouard Philippe et François de Rugy aux cérémonies du 11 novembre 2017.

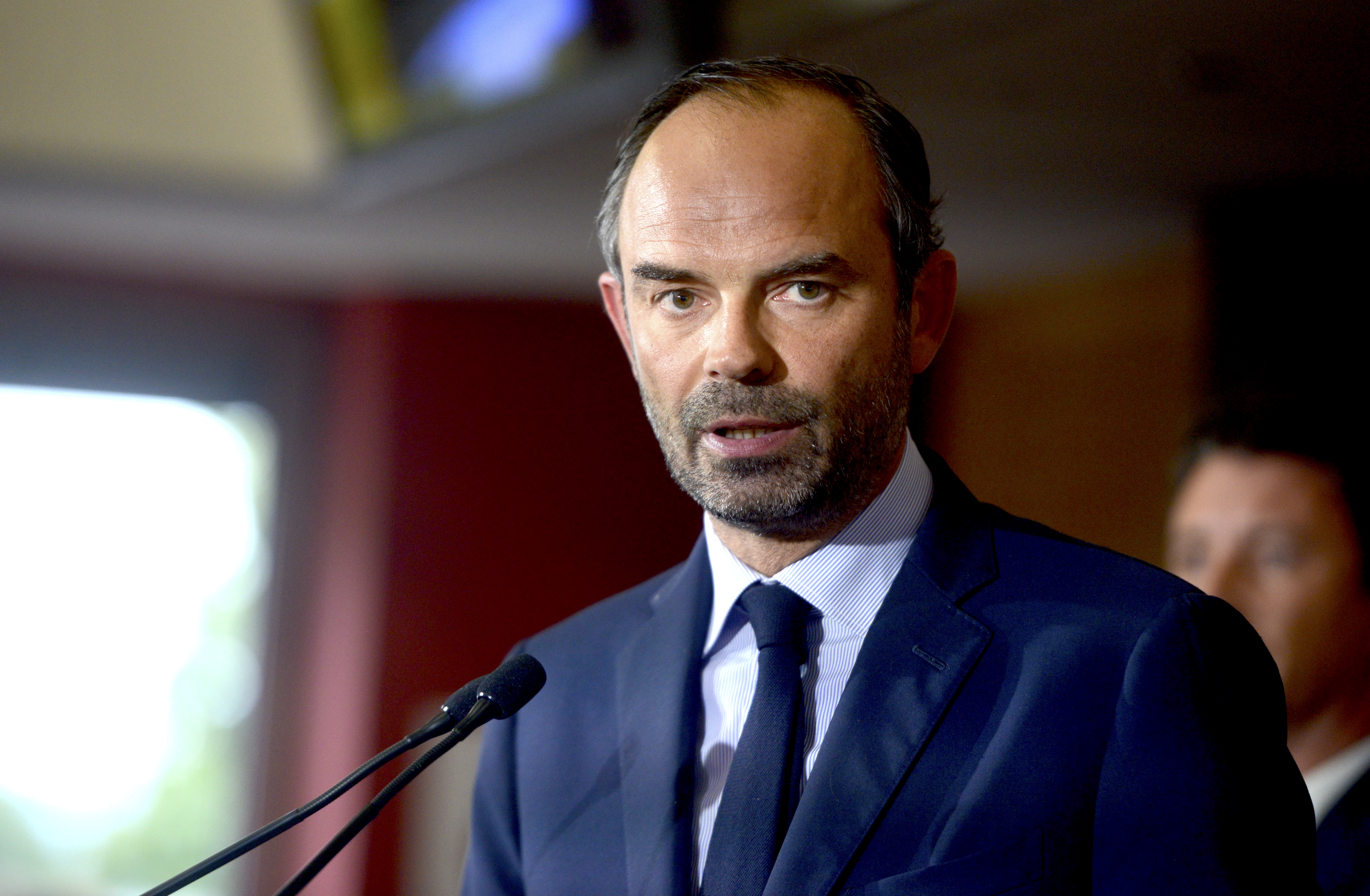
Édouard Philippe, Premier Ministre, le 05 septembre 2017 à Dijon.

Le secrétaire général des Républicains, Bernard Accoyer, considère alors que par cette nomination, Édouard Philippe « s'est placé lui-même en dehors de notre famille politique ». Le 31 octobre 2017, le bureau politique des Républicains « prend acte de son départ », qu'il n'a lui-même pas annoncé, mais sans l'exclure formellement du parti. Le 18 novembre 2017, lors du congrès de La République en marche, il déclare que Les Républicains « font mine de prendre acte que je ne serai plus membre ». En mars 2018, s'appuyant sur des sources proches du Premier ministre, Le Journal du dimanche (JDD) affirme qu'il n'est plus affilié à aucun parti.
Mediapart note que la plupart des membres de son cabinet, comme Charles Hufnagel, Gilles Boyer, Eve Zuckerman, sont issus de « son cercle d’intimes, qui, pour beaucoup, ont travaillé, comme lui, au sein des équipes d’Alain Juppé ». Fait inédit, le palais de l'Élysée et Matignon partagent une dizaine de conseillers, ce que Mediapart perçoit comme « un moyen sûr, pour Macron, de conserver une présence directe dans le cabinet de son Premier ministre, ce qui n’était pas le cas sous le quinquennat Hollande ». Emmanuel Macron tente de lui imposer comme directeur de cabinet, Nicolas Revel, mais Édouard Philippe choisit Benoît Ribadeau-Dumas, sorti comme lui de la promotion Marc-Bloch à l'ENA. Son directeur de cabinet adjoint est Thomas Fatome, ancien conseiller santé de Nicolas Sarkozy à l'Élysée. Enfin, du fait de son ancienne activité au sein d'Areva et ses prises de position passées, sa nomination inquiète les mouvements écologiques, qui rappellent qu'« il a voté contre la loi de transition énergétique et contre la loi sur la biodiversité ».

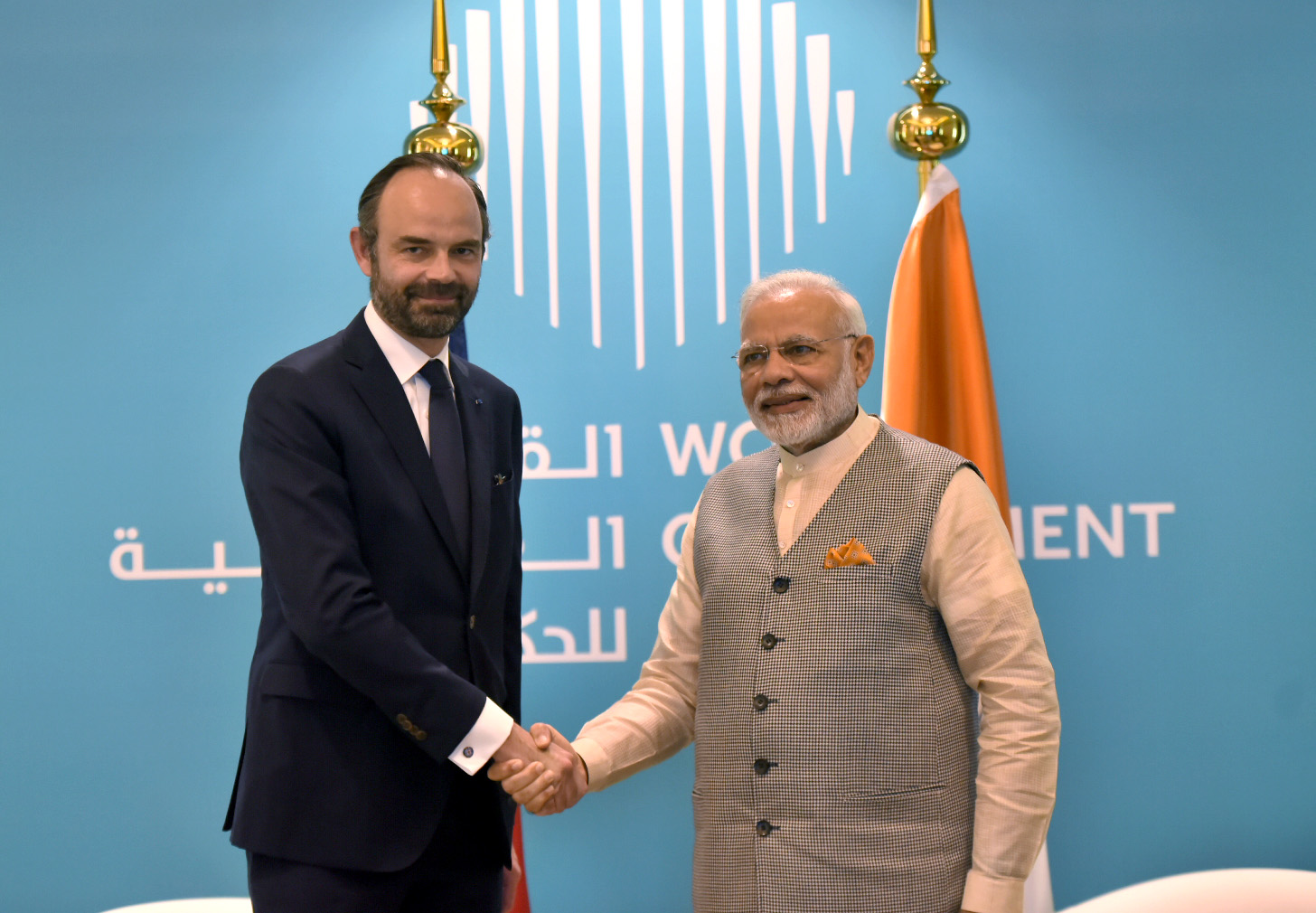
Édouard Philippe rencontrant Narendra Modi, Premier ministre de l'Inde (février 2018, ville de Dubaï).

La loi sur le non-cumul des mandats, qui rend incompatible la fonction de maire et de député, devant entrer en vigueur en juillet 2017, il renonce à se présenter aux législatives. Son mandat de député prend fin le 15 juin 2017, un mois après sa nomination à Matignon. À la mairie du Havre, il est remplacé par son ancien premier adjoint, Luc Lemonnier, le 28 mai suivant. Il reste conseiller municipal.
Cette nomination inquiète certaines ONG écologistes et anti-nucléaire, en particulier l'Observatoire du nucléaire, qui voient dans son parcours professionnel dans l'entreprise nucléaire civile Areva comme un conflit d'intérêts dans sa future gestion de la transition énergétique de la France,.
Peu après sa nomination à Matignon, il est révélé qu'Édouard Philippe a reçu un blâme de la Haute Autorité pour la transparence de la vie publique pour la désinvolture de sa déclaration de patrimoine et d'intérêt de 2014.
À partir du 3 octobre 2018, à la suite de la démission de Gérard Collomb, Édouard Philippe assure l'intérim à la tête du ministère de l'Intérieur, dans l'attente de la nomination d'un nouveau ministre. Christophe Castaner lui succède le 16 octobre suivant, ce qui fait de cet intérim d'Édouard Philippe place Beauvau le plus long de la Ve République.

#### État d'urgence
Parmi les premiers projets de loi prévus par le gouvernement, Le Monde révèle, le 7 juin 2017, qu'Emmanuel Macron et Édouard Philippe entendent inscrire l'état d'urgence dans le droit commun. Ce projet de loi est sévèrement critiqué par le New York Times, qui estime que celui-ci « légaliserait de façon permanente l'état d'urgence décrété par François Hollande » et juge que les mesures inscrites dans ce texte « ont peu contribué à lutter contre le terrorisme, pas davantage que les lois déjà existantes, tout en menaçant réellement les droits des citoyens ». Pour le quotidien américain, il est « alarmant » que le pouvoir exécutif cherche à consacrer l'état d'urgence dans le droit commun et forge ainsi « un frein permanent aux droits constitutionnels des citoyens français ».

#### Crise des Gilets jaunes

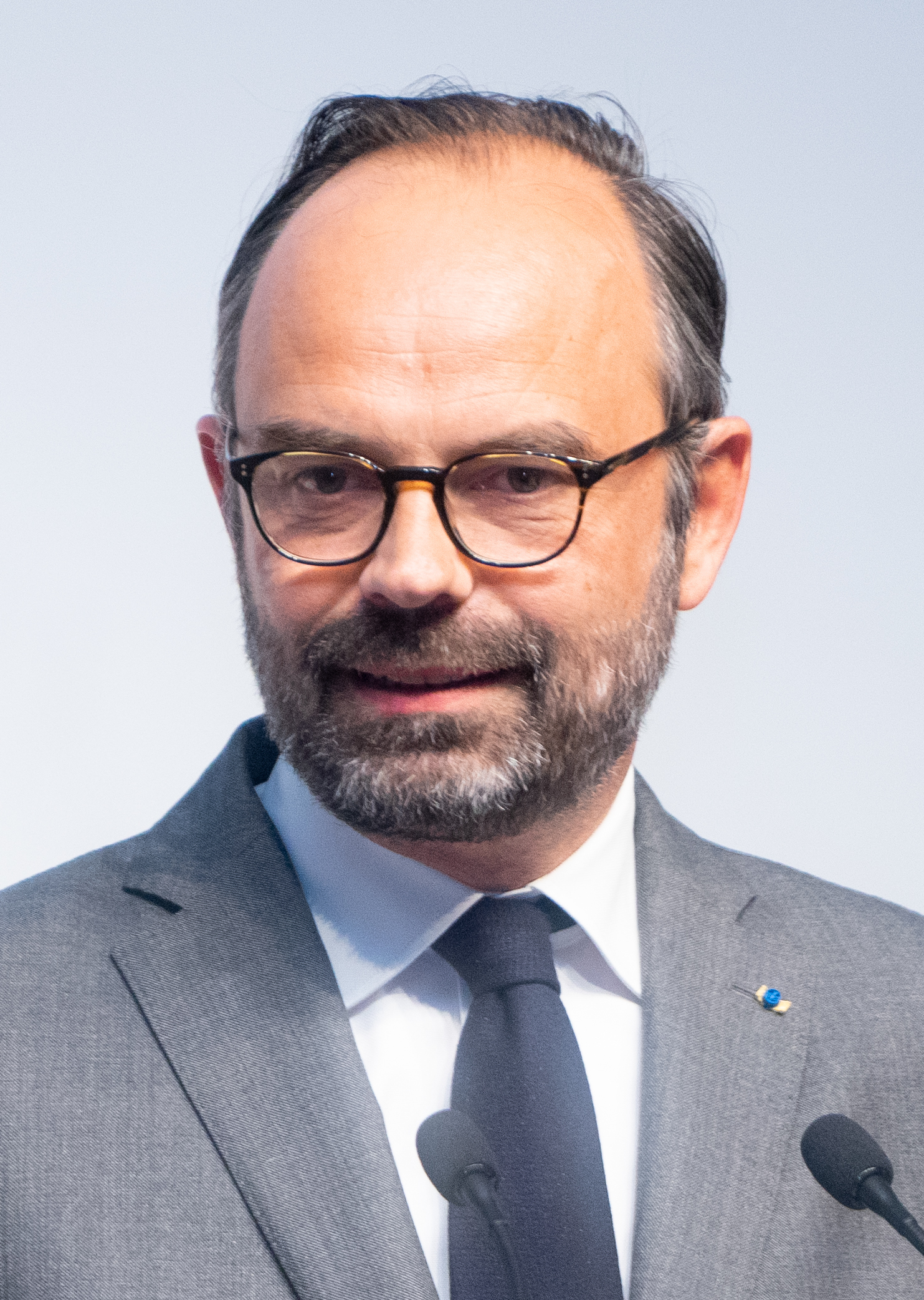
Édouard Philippe en 2019.

À partir de novembre 2018, son gouvernement doit faire face au mouvement des Gilets jaunes, né de l'opposition à la hausse des taxes sur les carburants. L'implication personnelle du Premier ministre pour la limitation de vitesse du réseau routier à 80 km/h (hors autoroutes, voies rapides et agglomérations), contre la volonté d'Emmanuel Macron, aurait également joué un rôle dans le renforcement du mouvement.
Son attitude durant le conflit lui attire des critiques et entraîne une forte baisse de sa cote de popularité, qui se rapproche de celle du chef de l'État,,. Après avoir promis le maintien de la hausse des taxes, il annonce le 4 décembre un moratoire de six mois sur la mesure. L'Élysée revient cependant sur cette annonce le lendemain, faisant savoir que la hausse est annulée pour l'ensemble de l'année 2019. Les médias avancent alors des tensions naissantes entre le chef du Gouvernement et le président de la République,,.

#### Réforme des retraites
En février 2020, dans le cadre de la réforme des retraites et alors que la gauche multiplie les amendements à l'Assemblée nationale, il a recours à l'article 49-3 de la Constitution afin de faire adopter le texte sans vote, ce qui est dénoncé comme un passage en force par l'opposition,.

#### Pandémie de Covid-19
En 2020, il est en première ligne dans la gestion de la pandémie de Covid-19, qui interrompt l'examen de la réforme des retraites,, finalement reportée sine die après l'adoption en première lecture à la seule Assemblée nationale. Le 13 mars, il réitère sur TF1 que le port d'un masque de protection est inutile « en population générale », avant de faire volte-face au début du mois suivant,,,. Alors que le conseil scientifique Covid-19 a recommandé de laisser les écoles fermées jusqu'en septembre, il annonce leur réouverture progressive à partir du 11 mai,.

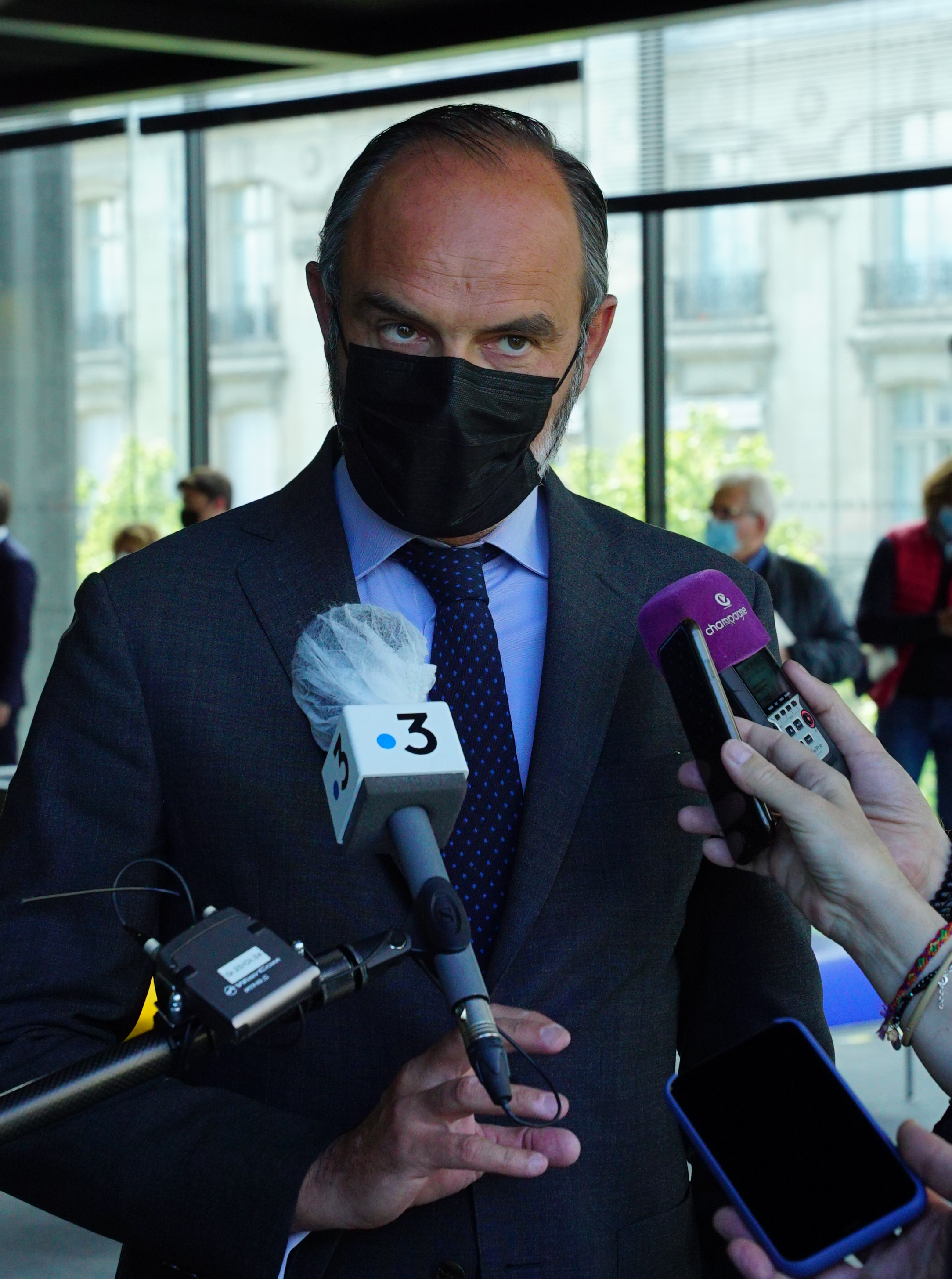
Édouard Philippe portant un masque de protection contre la covid-19, en 2021.

Comme durant la crise des Gilets jaunes, la possibilité de son remplacement est régulièrement évoquée par les médias,, ; ceux-ci font état de divergences de vue avec le président de la République, qui se plaindrait d'une trop grande « rigidité » du Premier ministre, notamment sur la question de la gestion du déconfinement,. Dans le même temps, il apparaît plus constant et sobre qu’Emmanuel Macron dans la gestion de la crise, ce qui lui permet de voir sa cote de popularité dépasser celle du président à un niveau inédit depuis le début du quinquennat.

#### Élections municipales de 2020
Le 31 janvier 2020, il annonce être de nouveau candidat comme tête de liste aux élections municipales au Havre, en excluant de devenir maire tant qu'il restera Premier ministre, mais sans exclure d'exercer cette fonction à plus long terme dans un premier temps,, avant d'affirmer, entre les deux tours, qu'il entend devenir maire après avoir quitté Matignon, envisageant pour la première fois publiquement que son départ du gouvernement intervienne « beaucoup plus tôt » que la fin du quinquennat. Sous la Cinquième République, il est le quatrième Premier ministre à se présenter à des élections municipales tout en étant en exercice à Matignon, et le premier depuis Alain Juppé à Bordeaux en 1995. Ses fonctions de Premier ministre le contraignent à limiter ses déplacements de campagne. Son programme prévoit la réfection du stade Gagarine, une troisième ligne de tramway, la plantation d’arbres, le développement de l’université et des places supplémentaires en crèche.
Il arrive en tête du premier tour avec 43,6 % des voix, devant Jean-Paul Lecoq (PCF), qui recueille 35,88 % des suffrages. Entre les deux tours, il promet dans les « six premiers mois » de son mandat un « effort considérable d'aide aux personnes, aux entreprises, aux associations, aux acteurs de la vie culturelle, aux jeunes qui […] ont pu décrocher » en raison de la crise liée à la pandémie. Lors du second tour, qui se tient le 28 juin (ayant été reporté de plus de trois mois du fait de la crise sanitaire), Édouard Philippe l’emporte, bien que les élections dans les autres communes soient marquées par une lourde défaite pour la majorité présidentielle, y compris dans ses fiefs urbains.

#### Démission
Le 3 juillet 2020, Édouard Philippe remet la démission de son gouvernement au président Emmanuel Macron, qui l'accepte. Jean Castex lui succède le jour même.
Le 4 juillet, il réintègre le Conseil d’État et redemande une disponibilité jusqu'en 2026, afin de conserver les avantages liés au statut de haute fonction publique.

### Après son passage à Matignon

#### Retour à la mairie du Havre
Après avoir quitté ses fonctions de Premier ministre, Édouard Philippe est réélu maire du Havre par le conseil municipal de la ville le 5 juillet 2020. Alors qu’il bénéficie à nouveau d’une popularité relativement élevée, son nom circule pour être le candidat de LR à l’élection présidentielle de 2022 ou pour être une alternative à Emmanuel Macron, au cas où il ne se représenterait pas,. Peu après, il est élu à la présidence de la communauté urbaine Le Havre Seine Métropole.

#### Poursuites judiciaires liées à la crise sanitaire

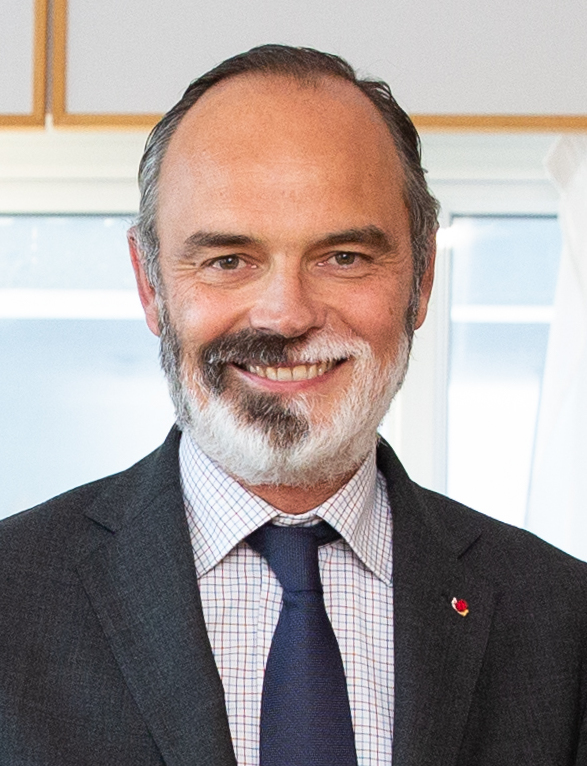
Édouard Philippe en 2021.

Le 7 juillet 2020, le procureur général près la Cour de cassation annonce l'ouverture d'une information judiciaire visant Édouard Philippe, l'ancienne ministre de la Santé Agnès Buzyn et son successeur Olivier Véran, pour leur gestion de la crise sanitaire liée à la Covid-19. Le 15 octobre 2020, le domicile d'Édouard Philippe, de même que ceux d'Olivier Véran, Agnès Buzyn, Sibeth Ndiaye et Jérôme Salomon, est perquisitionné dans le cadre de cette information judiciaire.

#### Lancement du parti Horizons
Le 9 octobre 2021, lors d'une réunion publique organisée au Havre, Édouard Philippe lance le parti politique Horizons, dont il prend la présidence. L'ancien Premier ministre réaffirme alors son soutien au président Emmanuel Macron, disant souhaiter sa « réélection en 2022 », tout en proposant une « nouvelle offre politique ».
Pour les élections législatives de 2022, il parvient à obtenir l'investiture de 58 candidats de son parti par la coalition de la majorité présidentielle Ensemble. À l'issue du scrutin, le groupe Horizons et indépendants compte près de trente députés ; Laurent Marcangeli en est le président.
Au début du second mandat d'Emmanuel Macron, la possibilité d'une candidature d'Édouard Philippe à l'élection présidentielle de 2027 grandit. Les sondages indiquent qu'il serait le candidat de la majorité présidentielle qui réaliserait le meilleur score.
En 2024, après la dissolution de l'Assemblée nationale par le président de la République, il appelle à faire barrage autant à LFI qu'au RN et conseille donc aux candidats de son parti Horizons de se retirer s'ils sont arrivés en troisième position et qu'un candidat du « champ républicain » est qualifié au second tour.

### Élection présidentielle de 2027
Le 3 septembre 2024, lors d'un entretien accordé dans les colonnes du magazine Le Point, Édouard Philippe se déclare officiellement candidat à l'élection présidentielle de 2027,. « On dit souvent que pour une présidentielle il ne faut avoir envie de rien d'autre. J’y souscris » déclare-t-il,.
Néanmoins, il affirme dans le même temps qu'il sera également candidat à sa réélection à la mairie du Havre en 2026,.

## Prises de position

### Politique économique et sociale
En 2021, il estime que le report de l’âge légal de départ à la retraite de 62 à 65, 66 ou 67 ans ainsi que la fusion de tous les régimes de retraites en un seul doivent être les premières mesures à prendre pour réduire la dette publique de la France.
Il tient cependant à affirmer sa « fibre sociale », redoutant notamment une crise démocratique liée à l'inflation. Il insiste en particulier sur le coût élevé du logement dans les zones urbaines pour les classes moyennes et populaires : pour résoudre ce problème, il se prononce notamment contre l'interdiction de louer les logements les plus énergivores et prône la « densification » plutôt que l'« étalation » et la « bétonisation ».

### Questions environnementales
Sa réputation d'anti-écologiste est renforcée par son opposition à la loi relative à la transition énergétique pour la croissance verte (2015) et à la loi pour la reconquête de la biodiversité, de la nature et des paysages (2016). Il est également critiqué pour son soutien au maintien d'une centrale à charbon au Havre,,, ce qui lui a valu d'être soupçonné de favoritisme dans le cadre d'un appel d'offres de chauffage urbain, alors que la France est l'un des pays européens les plus touchés par la pollution au charbon issue des centrales de ses voisins — principalement l’Allemagne, le Royaume-Uni, la Pologne, l’Espagne et la Tchéquie — qui serait responsable, selon plusieurs ONG, de quelque 1 400 morts prématurées chaque année.

### PMA pour les femmes célibataires et couples de femmes
Alors que le gouvernement auquel il appartient doit mettre en œuvre la PMA pour les femmes célibataires et les couples de femmes, promise par Emmanuel Macron lors de sa campagne présidentielle, Édouard Philippe déclare avoir « évolué sur cette question ». Dans une tribune de 2013, il prenait position contre une telle mesure.

### Réformes institutionnelles
Il se montre critique à l'égard des réformes qui ont « affaibli le pouvoir exécutif », telles que la limitation du nombre de mandats présidentiels à deux et le non-cumul des mandats, ainsi que de la Haute Autorité pour la transparence de la vie publique « qui entrave la venue au gouvernement ou dans les cabinets ministériels de gens qui ont l’expérience du privé ».

### Islam et statut juridique des musulmans
En 2023, dans son livre Des lieux qui disent, craignant ce qu'il qualifie de « pression prosélyte » de l'islam, il envisage « un droit et une organisation spécifiques aux musulmans »,,.

## Affaires judiciaires

### Gestion de la crise sanitaire
Le 7 juillet 2020, le procureur général près la Cour de cassation annonce l'ouverture d'une information judiciaire visant Édouard Philippe, l'ancienne ministre de la Santé Agnès Buzyn et son successeur Olivier Véran, pour leur gestion de la crise sanitaire liée à la Covid-19. Le 15 octobre 2020, le domicile d'Édouard Philippe, de même que ceux d'Olivier Véran, Agnès Buzyn, Sibeth Ndiaye et Jérôme Salomon, est perquisitionné dans le cadre de cette information judiciaire.
Le 13 mars, il avait notamment réitéré sur TF1 que le port d'un masque de protection est inutile « en population générale », avant de faire volte-face au début du mois suivant,,,. Alors que le conseil scientifique Covid-19 recommandait de laisser les écoles fermées jusqu'en septembre, il avait annoncé leur réouverture progressive à partir du 11 mai,.

### Accusasions de détournement de biens au Havre
Le 14 septembre 2023, l’ancienne directrice générale adjointe de la communauté urbaine Le Havre Seine Métropole, présidée par Édouard Philippe, décide de porter plainte contre ce dernier pour « prise illégale d’intérêts, détournement de biens, favoritisme, concussion et harcèlement moral ». Elle dénonce un contournement des règles de passation des marchés publics lors de la signature en juillet 2020 d'une convention d'objectifs pluriannuelle pour l'exploitation et l'animation de la Cité numérique. La plainte cible aussi Stéphanie de Bazelaire, adjointe au maire chargée de l’innovation et du numérique et conseillère communautaire, ainsi que la directrice générale des services de la communauté urbaine, Claire-Sophie Tasias. 
En avril 2024, il est visé par une enquête préliminaire du parquet national financier pour prise illégale d’intérêts, détournement de fonds publics, favoritisme et harcèlement moral. Les investigations sont confiées à l'Office anti-corruption (Oclciff) ainsi qu'à la police judiciaire de Rouen : des perquisitions ont lieu à la mairie du Havre ainsi qu'au siège de la communauté urbaine le 3 avril,. En juin 2025, l'ex-directrice générale adjointe dépose une plainte avec constitution de partie civile auprès du doyen des juges d’instruction du tribunal judiciaire de Paris. La plainte vise nommément Édouard Philippe, lequel « conteste fermement avoir commis une quelconque irrégularité en la matière ». En juillet 2025, on apprend que la haut fonctionnaire a également porté plainte dans la même affaire pour violation du secret médical.  

## Décorations

### Décorations françaises
En 2020, en tant qu'ancien Premier ministre ayant exercé ses fonctions pendant deux années au moins, Édouard Philippe est nommé ex officio à la dignité de grand officier dans l'ordre national de la Légion d'honneur,.
En tant que Premier ministre ayant exercé ses fonctions pendant plus de six mois, Édouard Philippe est ex officio élevé en 2017 à la dignité de grand-croix dans l'ordre national du Mérite,.

### Décorations étrangères
Par ses fonctions, Édouard Philippe reçoit d'autres décorations étrangères : en 2019, il est nommé au rang d'officier honoraire de l'ordre d'Australie (2019) et élevé au rang de grand-croix de l'ordre du Mérite du Sénégal.

## Synthèse des résultats électoraux

### Élections législatives
| Année | Parti                   | Parti | Circonscription         | 1er tour | 1er tour | 1er tour | 2d tour | 2d tour | 2d tour | Issue |
| Année | Parti                   | Parti | Circonscription         | Voix     | %        | Rang     | Voix    | %       | Rang    | Issue |
| ----- | ----------------------- | ----- | ----------------------- | -------- | -------- | -------- | ------- | ------- | ------- | ----- |
| 2002  |                         | UMP   | 8e de la Seine-Maritime | 7 742    | 28,02    | 2e       | 10 928  | 42,54   | 2e      | Battu |
| 2012  | 7e de la Seine-Maritime | UMP   | 18 963                  | 39,12    | 1er      | 24 452   | 50,81   | 1er     | Élu     |       |

### Élections cantonales
| Année | Parti | Parti | Canton            | 1er tour | 1er tour | 1er tour | 2d tour | 2d tour | 2d tour | Issue |
| Année | Parti | Parti | Canton            | Voix     | %        | Rang     | Voix    | %       | Rang    | Issue |
| ----- | ----- | ----- | ----------------- | -------- | -------- | -------- | ------- | ------- | ------- | ----- |
| 2008  |       | UMP   | Canton du Havre-5 | 4 846    | 49,15    | 1er      | 5 862   | 56,52   | 1er     | Élu   |

### Élections municipales
Les résultats ci-dessous concernent uniquement les élections où il est tête de liste.
| Année | Parti | Parti | Commune  | 1er tour | 1er tour | 1er tour | 2d tour | 2d tour | 2d tour | Sièges obtenus |
| Année | Parti | Parti | Commune  | Voix     | %        | Rang     | Voix    | %       | Rang    | Sièges obtenus |
| ----- | ----- | ----- | -------- | -------- | -------- | -------- | ------- | ------- | ------- | -------------- |
| 2014  |       | UMP   | Le Havre | 26 660   | 52,04    | 1er      |         |         |         | 45 / 59        |
| 2020  |       | DVD   | Le Havre | 17 798   | 43,59    | 1er      | 25 159  | 58,83   | 1er     | 47 / 59        |

## Publications

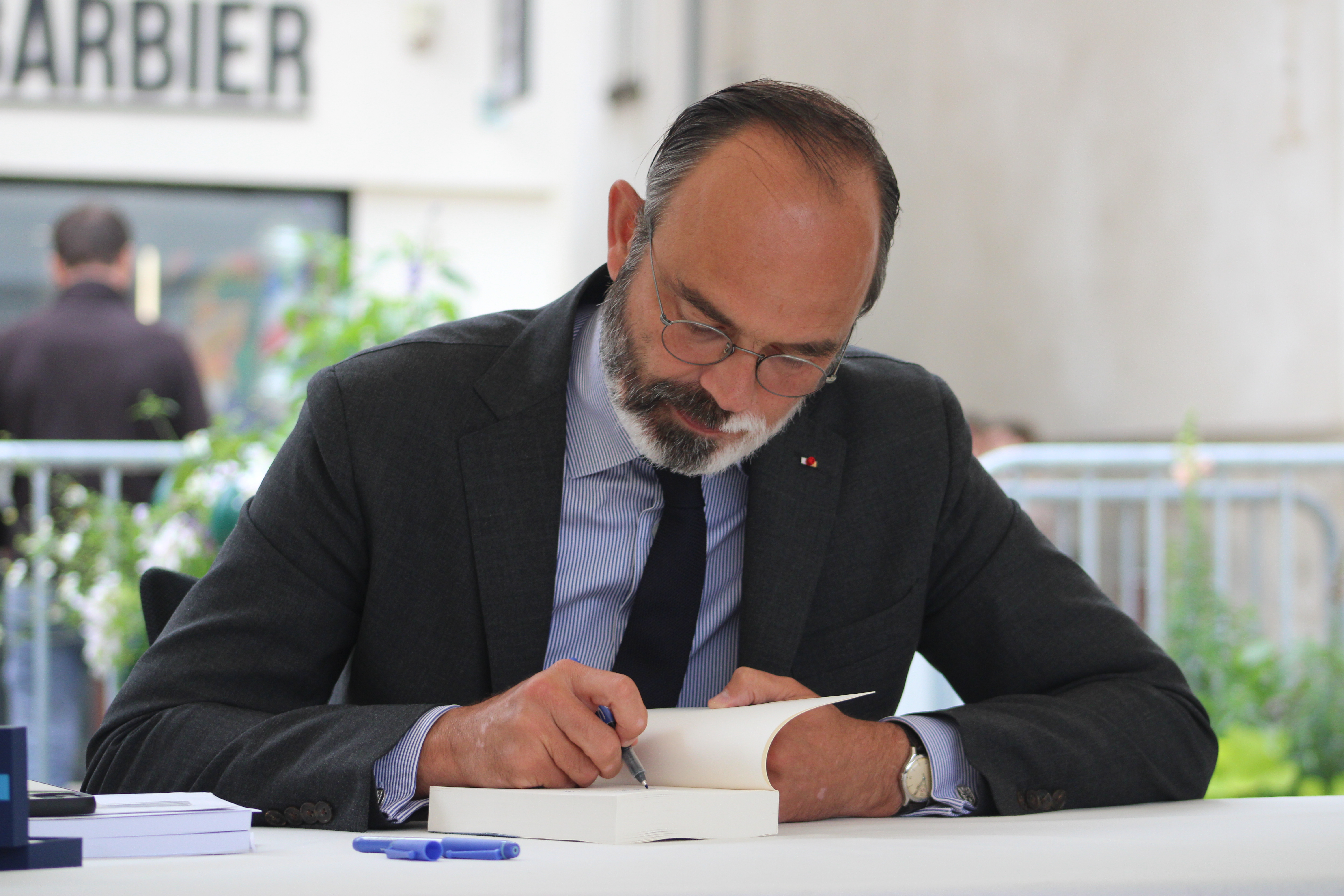
Édouard Philippe à Fontainebleau lors d'une séance de dédicaces de son livre Impression et lignes claires, en 2021.

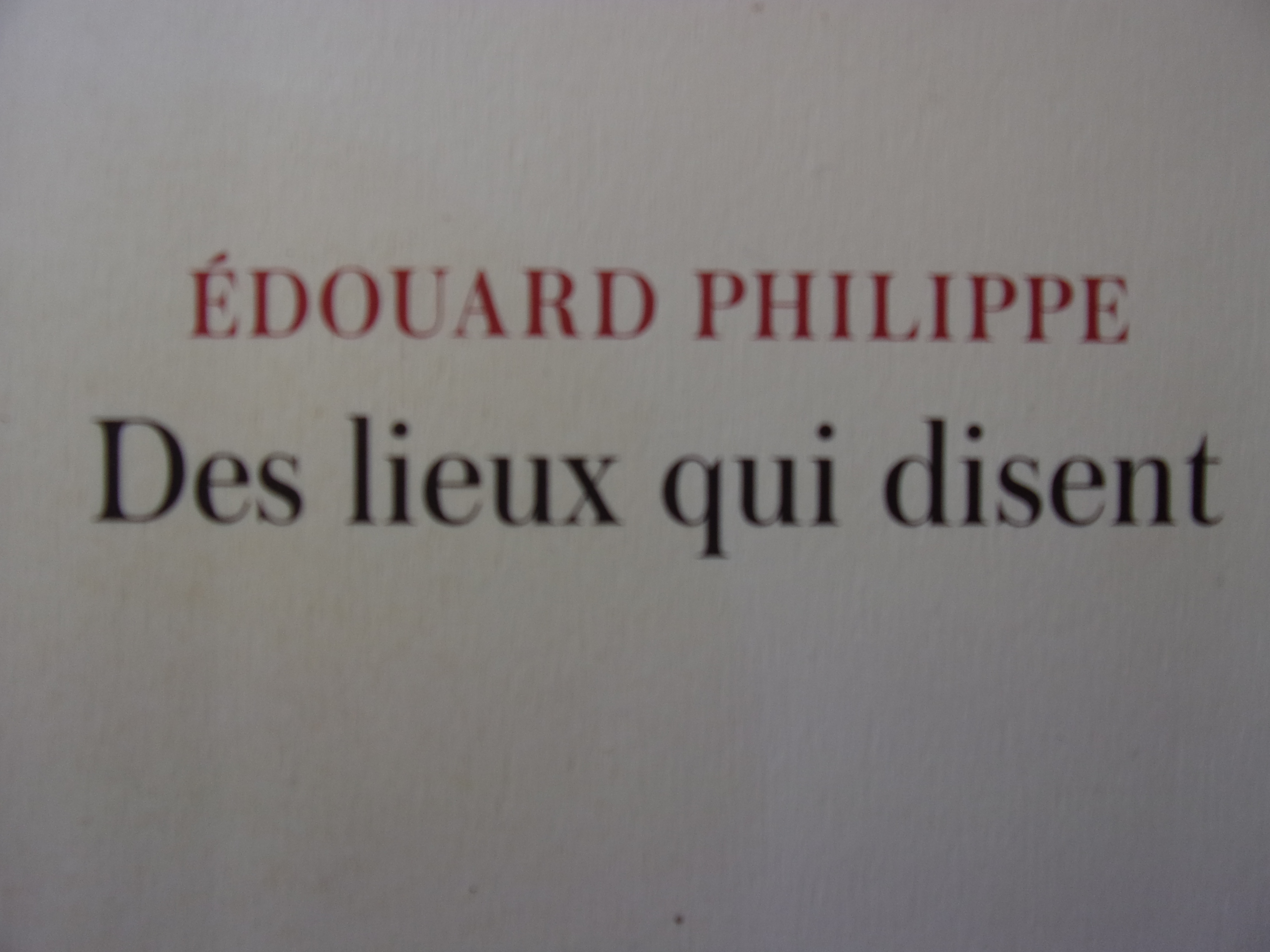
Haut de la page de couverture de l'essai Des lieux qui disent.

Édouard Philippe est le co-auteur de deux œuvres de fiction et de deux essais :
- Avec Gilles Boyer, L'Heure de vérité, éditions Flammarion, coll. « Fiction politique », 1er mars 2007, 447 p. (ISBN 978-2-08-123772-8 et 2-08-123772-5, lire en ligne).
- Avec Gilles Boyer, Dans l'ombre, éditions Jean-Claude Lattès, coll. « Romans contemporains », 2011, 400 p. (ISBN 978-2-7096-3755-8 et 2-7096-3755-3, lire en ligne)

- Des hommes qui lisent, Paris, éditions Jean-Claude Lattès, 5 juillet 2017, 250 p. (ISBN 978-2-7096-6143-0 et 2-7096-6143-8)

- Avec Gilles Boyer, Impressions et lignes claires, éditions Jean-Claude Lattès, 2021, 421 p. ; réédition (enrichie d'une postface inédite), Le Livre de poche, 2022.
- Des lieux qui disent, éditions Jean-Claude Lattès, septembre 2023, 313 p. (ISBN 978-2-7096-6954-2)
- Le prix de nos mensonges, éditions Jean-Claude Lattès, 2025.

### Documentaires
- 2015 : Édouard, mon pote de droite, épisode 1 : Le Havre[163],[164], réalisé par Laurent Cibien pendant la campagne des élections municipales de 2014 au Havre. Il s'agit d'une série de films montrant une facette de la construction de la politique contemporaine au travers d'Édouard Philippe, dans ses apparitions publiques, comme de façon plus personnelle dans son bureau. Le premier volet a été diffusé sur France 3, le 10 août 2016, dans la collection « Docs interdits ».
- 2018 : Édouard, mon pote de droite, épisode 2 : Primaire[165],[166], réalisé par Laurent Cibien, diffusion sur France 3, le 15 mai 2018.
- 2021 : Édouard, mon pote de droite, épisode 3 : Aux manettes, réalisé par Laurent Cibien, diffusion sur France 5 le 4 juillet 2021[167].